# カルロス・アギレラ・マルティン
フアン・カルロス・アギレラ・マルティン（Juan Carlos Aguilera Martín、1969年5月22日 - ）は、スペイン・マドリード出身の元サッカー選手、現在はサッカー指導者。ポジションはDF。元スペイン代表。右サイドバック、右サイドハーフでプレーしていた。

## 経歴
1969年、マドリードに生まれる。サン・クリストバルを経てアトレティコ・マドリードの下部組織に加入。1988年にアトレティコ・マドリードBに、1989年にトップチームデビューした。アトレティコ・マドリードでの出場試合数は456試合であり、主将も務めた。この記録はアデラルド・ロドリゲス、エンリケ・コリャル、トマス・レニョネスに次ぐクラブ歴代4位である。1998年のFIFAワールドカップのスペイン代表メンバー。2005年に現役を引退。現在はアトレティコの下部組織で指導者を務めている。

## 所属クラブ
- 1987-1993  アトレティコ・マドリード
- 1993-1996  CDテネリフェ
- 1996-2005  アトレティコ・マドリード

## 代表歴

### 出場大会
- スペイン代表
  - 1998 FIFAワールドカップ

### 試合数
- 国際Aマッチ 7試合 0得点（1997年-1998年）[1]

| スペイン代表 | 国際Aマッチ | 国際Aマッチ |
| 年           | 出場        | 得点        |
| ------------ | ----------- | ----------- |
| 1997         | 3           | 0           |
| 1998         | 4           | 0           |
| 通算         | 7           | 0           |

## タイトル

### クラブ
アトレティコ・マドリード
- コパ・デル・レイ : 2回 (1990-91, 1991-92)
- セグンダ・ディビシオン : 1回 (2001-02)